# Sztarij Oszkol
Sztarij Oszkol (oroszul: Старый Оскол) város Oroszország Belgorodi területén, a Sztarij Oszkol-i járás központja. Oroszország egyik legfontosabb vaskohászati központja.
Lakossága: 221 085 fő (a 2010. évi népszámláláskor).

## Elhelyezkedése
Sztarij Oszkol az Oszkol folyó két partján, mellékfolyója, az Oszkolec torkolatánál terül el. 92 km-re a Dontól és 153 km-re Belgorodtól.

## Története
1571-ben Rettegett Iván parancsára építették fel az ublinszki cölöpvárat az orosz földek déli határának tatárok elleni védelmére. 1593-ban az őrhelyet állandó településsé alakították át, és nevét Oszkolra változtatták, utalva a folyóra, amelynek a partján felépült. A település feladata változatlanul a határvédelem volt, ezért lakosságának nagy részét a katonaság tette ki.
1655-ben átkeresztelték Sztarij (Ó) Oszkolra, miután a kb. 50 km-re található Carjev-Alekszejev település a Novij (Új) Oszkol nevet kapta.
1942 augusztusától a Magyar 2. hadsereg 105. és 116. tábori kórháza és 109. betegellátó állomása és két sebesültszállító gépkocsi oszlopa települt Sztarij Oszkolba. Az egészségügyi intézetek mellett, illetve azok közelében a városközpontban levő parkban létesített, a németekkel közös hősi temetőbe 1942. július 2-ától 1943. február 4-éig temették el a betegségükben, harctéri sebesülésükben elhunyt III., illetve IV. hadtestbeli és az 1. páncéloshadosztályba tartozó honvédeket és munkaszolgálatosokat. Megközelítően 700 főt.
1974-ben a város közelében található kurszki mágneses anomália néven ismert vasérctelepekre alapozva létrehozták az Oszkoli Elektrometallurgia Kombinátot (Оскольский электрометаллургический комбинат). Ez volt a Szovjetunió első kohó nélküli elektromos vaskohászati üzeme. A gyártási technológia kidolgozása és a szükséges felszerelések szállítása a német Siemens cég együttműködésével történt.
A kombinátot 1999-ben privatizálták, és ekkor NyRt.-vé alakították (ОАО «Оскольский электрометаллургический комбинат» – ОЭМК). A részvények többsége a Metalloinveszt Holding tulajdonában van.

## Testvértelepülések
- Mänttä, Finnország
- Salzgitter, Németország (1987)